# 汉穆德舒菲
汉穆德舒菲 (阿拉伯語：حمود الشوفي，1927年—)，叙利亚政治人物。1960年代初期至中期担任阿拉伯社会复兴党叙利亚地区分区区域司令部区域秘书长。